# إنرجيا لوجنيتول بندوري ترجو جيو
إنرجيا لوجنيتول بندوري ترجو جيو (بالرومانية: Energia Lignitul Pandurii Târgu Jiu)‏ هو نادي كرة يد في رومانيا تأسس في سنة 1960. يلعب في الدوري الروماني لكرة اليد. تبلغ سعة ملعبه 1500 متفرجا.